# Accidente ferroviario de 1960 Km3-Comodoro Rivadavia
Accidente ferroviario de 1960 Km3-Comodoro Rivadavia fue un suceso trágico  acaecido el 12 de julio de 1960 en las vías del desaparecido Ferrocarril de Comodoro Rivadavia a Sarmiento. El mismo se produjo en la zona comprendida entre los apeaderos ferroviarios Muelle YPF y Gamela de la localidad de General Mosconi conocido popularmente como Kilómetro 3, hoy barrio de Comodoro Rivadavia . El incidente fue popularmente conocido como "choque de trenes" en la zona. 
La causa principal fue la rotura de frenos, que posibilitó la desenfrenada carrera del ferrobús que volvía de su viaje desde Sarmiento. El mismo terminó impactando violentamente otro que salía recientemente de estación Comodoro Rivadavia.

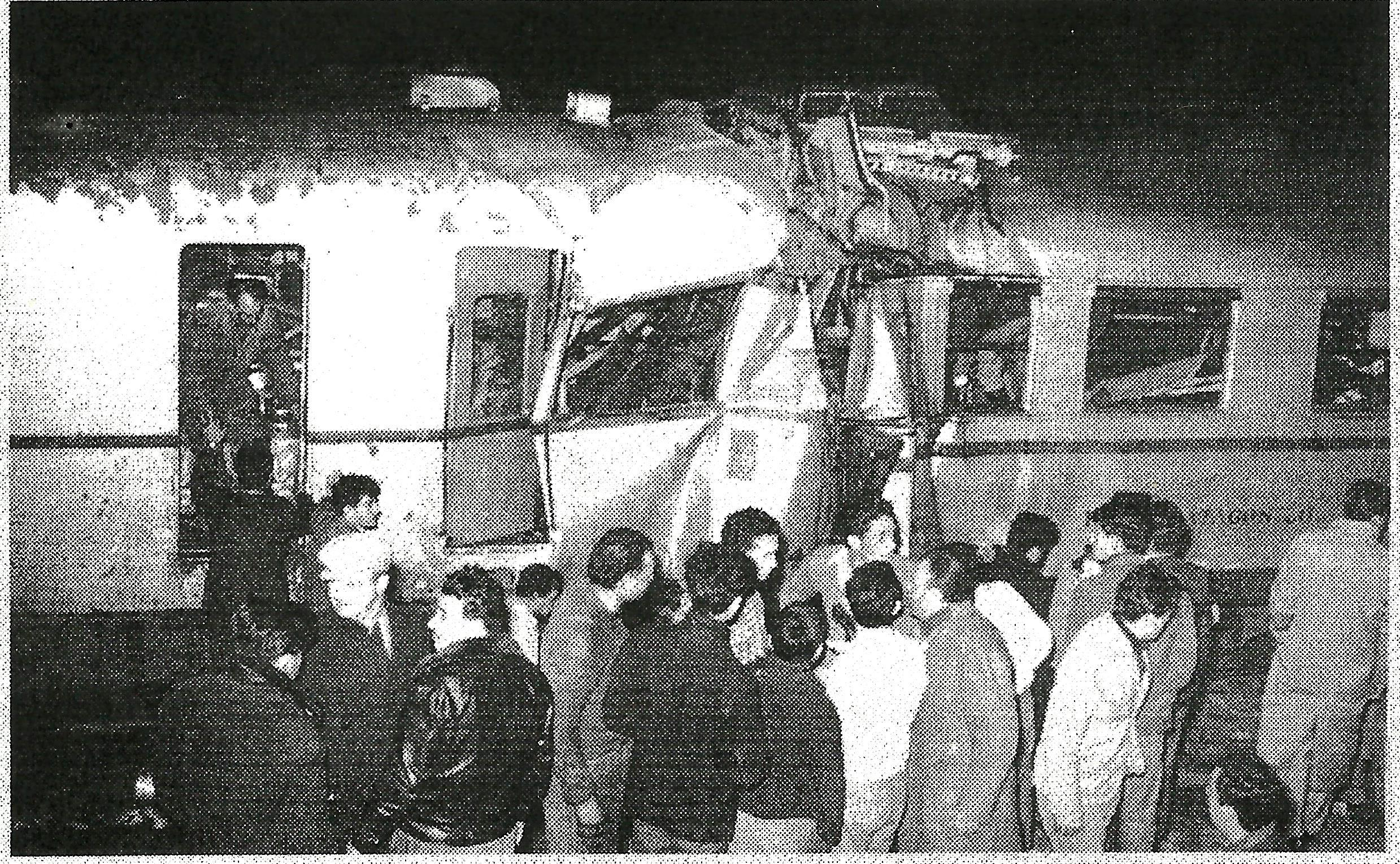
Gente agolpado en el lugar del incidente.

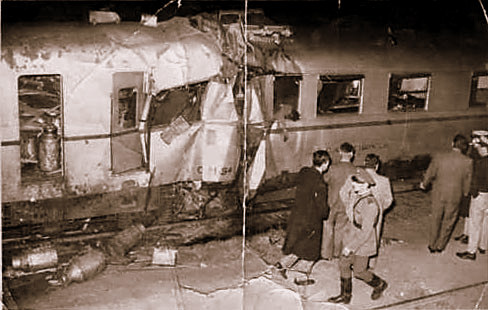
Gran cantidad de productos agrícolas desparramados en el lugar del accidente que eran transportados. Se ve claramente lecheras.

## Hechos
El ferrocarril solo conocía el Accidente ferroviario de Comodoro Rivadavia de 1953 como sinestro fatal. El mismo se produjo el 15 de febrero de 1953 en inmediaciones de las costas de dicha localidad, hecho en el que resultaron muertas 36 personas y otras 65 con heridas diversas. La línea con servicio de pasajeros había sido inaugurada el 31 de diciembre de 1952 y encontró esta fatalidad al poco tiempo.  
Sin embargo, ese accidente se debió a un error humano. En el incidente de 1960 fue ocasionada por el paulatino abandono del ferrocarril por parte del estado. Esto produjo que esta línea ferroviaria contara con material rodante obsoleto para 1960. Con el plan Larkin en circulación se sepultó toda posibilidad de recambio o mejora. De este modo, los ferroviarios se vieron obligados a circular con el material rodante riesgoso y de antaño. 
Fue así que el 12 de julio de 1960 tras la partida desde el valle de Sarmiento el coche motor 32 marca Ganz (el de mayor tamaño de todo el ferrocarril). El mismo partía con numerosos pasajeros a lo que se sumó carga de lana, leche y otros. El viaje transcurría con normalidad y pasadas las 19:00, sufrió una ruptura de frenos kilómetros antes de estación Diadema Argentina. La falla ocasionó inmediatamente una desenfrenada carrera hacia Comodoro por la pendiente natural del terreno cuesta abajo. Ya a la altura del "Km 25", Apeadero El Sindicato, cercano a Diadema Argentina. La velocidad era tanta que las ruedas sacaban chispas a las vías. 
A pesar de los desesperados intentos del conductor y del mecánico por detener el accidente inminente, los empleados intentaron maniobras de emergencia con una barreta entre los engranajes repetidas veces en vano. De esta forma, a paso veloz nunca visto atravesó casi todo el ejido norte de la ciudad hasta detener la marcha por impacto con un coche motor Drewry de menor dimensión. Este último partía de la estación de Comodoro y se dirigía a la Estación Astra en el recorrido suburbano que tenía el ferrocarril.
El resultado fue un inevitable brutal choque, pasadas las 19 horas. La colisión produjo un fuerte arrastre de casi 200 metros hasta inmediaciones del apeadero Estación Muelle YPF. Este impacto destruyó los frentes de ambos ferrobuses. Los asientos se volvieron armas con forma de astillas; la fuerza del impacto dejó los interiores totalmente destrozados y a los pasajeros desparramados por el suelo, en su mayoría heridos de consideración.

### Víctimas
El siniestro involucró un total de 100 personas, matando a 3: Marta Fernández, Osvaldo Barceló y Agustín De Alba. La tragedia además se cobró una enorme cantidad de heridos sobre 100 pasajeros de ambos coche motor, muchos de gran gravedad que padecieron invalidez como el padre del exconcejal Camarda. La cantidad de heridos se explica por la gran velocidad que desarrolló el ferrobús Ganz en su desenfrenada carrera de 25 kilómetros cuesta abajo. Además, este venía cargado de productos recogidos de su viaje a Sarmiento, evidenciado en las fotos del accidente. Por último, los pasajeros sufrieron el desprendimiento de las sillas de madera en las viajaban por la fuerza del impacto. A los pocos minutos de haber ocurrido el incidente cientos de personas se acercaron al lugar para ayudar y en otros casos molestar el trabajo de los rescatistas.

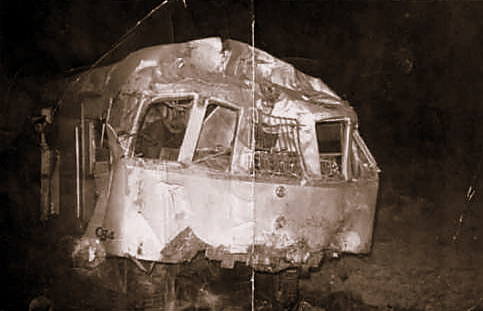
Ganz destrozado después del violento choque de coches motor.

## Homenaje
En el lugar del hecho se colocó una cruz de rieles que homenajea al día de hoy a los damnificados de aquel triste suceso. Aun en la actualidad los familiares y supervivientes visitan el monumento para dejar sus ofrendas. El 12 de agosto la municipalidad, tras cumplirse 61 años, homenajeó a los familiares y víctimas del accidente con la colocación de un cartel que relata los sucesos de aquel día.

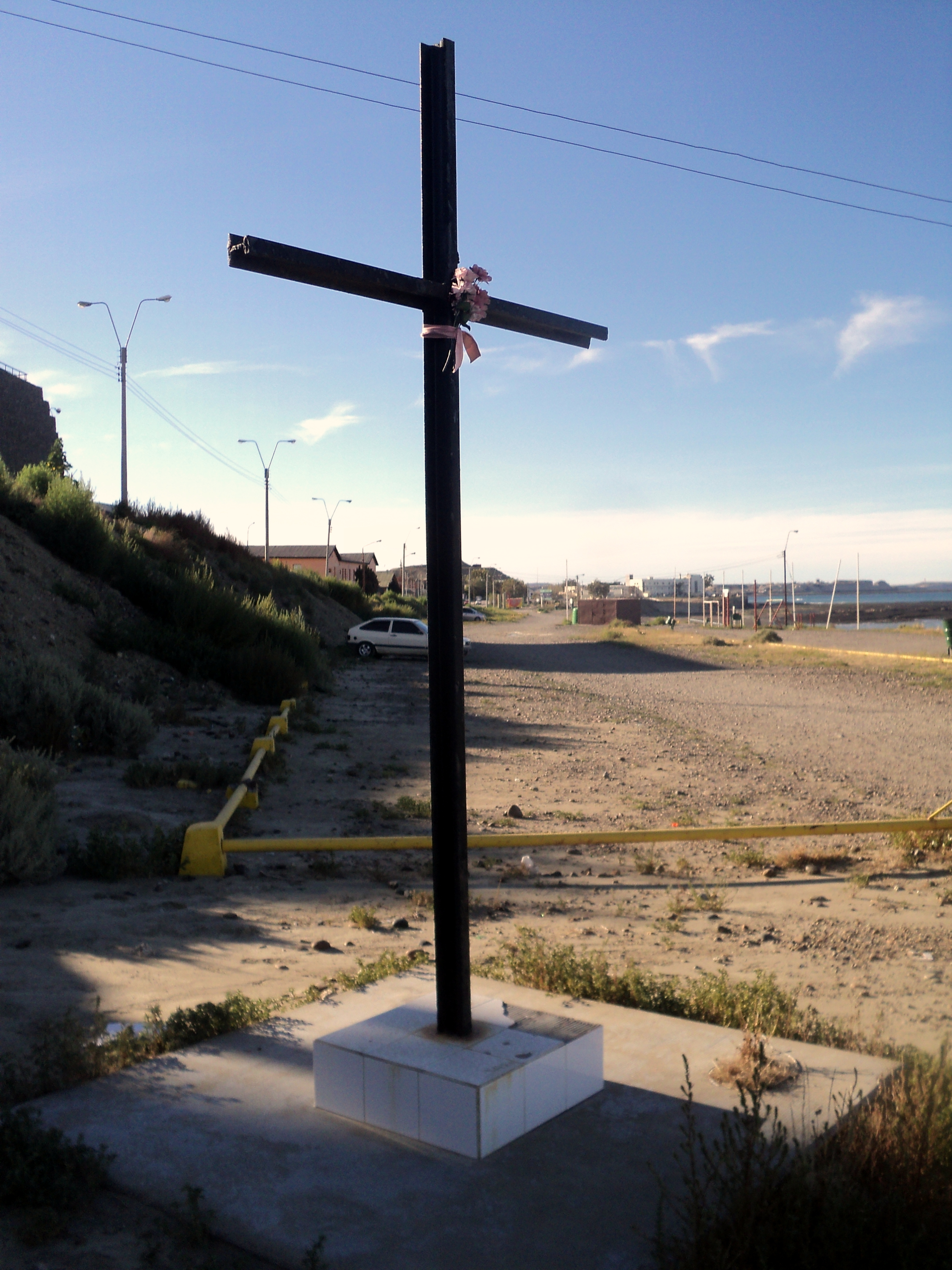
Cruz de vías que actualmente marca el lugar de la tragedia.